# حمید سیدمهدوی اقدم
حمید سید مهدوی اقدم (زادهٔ ۱۳۳۱ در تبریز – درگذشتهٔ ۱ آبان ۱۴۰۲) نمایندهٔ حوزهٔ انتخابیهٔ تبریز در دورهٔ ششم مجلس شورای اسلامی بوده‌است.